# الحق في قطع الاتصال
الحق في قطع الاتصال حق إنساني مقترح يتعلق بقدرة الناس على قطع اتصالها بالعمل، وفي المقام الأول عدم الانخراط في الاتصالات الإلكترونية المتعلقة بالعمل مثل الرسائل الإلكترونية أو الرسائل خارج ساعات العمل. لقد تغيرت بيئة العمل الحديثة تغيرًا جذريًا بفضل تكنولوجيات الاتصالات والمعلومات الجديدة. تقلصت الحدود بين الحياة العملية والحياة المنزلية مع إدخال الأدوات الرقمية في التوظيف. بينما توفر الأدوات الرقمية المرونة والحرية للموظفين، يمكنها أن تخلق أيضًا انعدام الحدود، مما يؤدي إلى التدخل المفرط في الحياة الخاصة للموظفين. العديد من البلدان، لا سيما أوروبا، لديها شكل من أشكال الحق في قطع الاتصال مدرج في قوانينها، بينما في بعض الحالات يكون موجودًا في سياسة العديد من الشركات الكبيرة. في 24 يوليو 2018، دعت عريضة 1057 إلى إدخال الحق في قطع الاتصال في قانون العمل في لوكسمبورغ.

## فرنسا

### الأصول
ظهر الحق في قطع الاتصال في فرنسا بقرار صادر عن غرفة العمل في المحكمة الفرنسية العليا. نص القرار الصادر في 2 أكتوبر 2001 على أن «الموظف غير ملزم بقبول العمل في المنزل أو إحضار ملفاته وأدوات عمله». في عام 2004، أكدت المحكمة العليا هذا القرار وقضت بأن «لا يمكن اعتبار عدم إمكانية الوصول إلى (الموظف) على هاتفه الخلوي خارج ساعات العمل، سوء سلوك».

### قانون الخمري
أقرت الحكومة الفرنسية قانون الخمري لإصلاح ظروف العمل للشعب الفرنسي. تضمنت المادة 55 من الفصل الثاني «تكييف قانون العمل مع العصر الرقمي» حكمًا لتعديل قانون العمل الفرنسي ليشمل الحق في قطع الاتصال. عدلت المادة 55 (1) المادة إل. 2242-8 من قانون العمل بإضافة فقرة (7):
«(7) إجراءات ممارسة الموظف الكامل لحقه في قطع الاتصال وإنشاء الشركة آليات لتنظيم استخدام الأدوات الرقمية، بهدف ضمان احترام فترات الراحة والإجازات وكذلك الحياة الشخصية والأسرية. في حالة عدم التوصل إلى اتفاق، يضع رب العمل ميثاقًا، بعد التشاور مع مجلس الأشغال، وفي حال فشل ذلك، فالتشاور مع مندوبي الموظفين. يحدد هذا الميثاق هذه الإجراءات لممارسة الحق في قطع الاتصال، وينص علاوة على ذلك على تنفيذ أنشطة التدريب والتوعية حول الاستخدام المعقول للأدوات الرقمية للموظفين والإدارة وموظفي الإدارة».
على النحو المنصوص عليه في المادة 55 (2)، دخلت المادة 55 (1) حيز التنفيذ في 1 يناير 2017.

### السياق
اعتمدت حكومة فرنسا هذا الحق في قانون العمل ردًا على تقرير سبتمبر 2015 حول تأثير التقنيات الرقمية على العمل والذي دعم الحق في «قطع الاتصال المهني». قدِم التقرير لوزيرة العمل الفرنسية مريم الخمري بعد أن سعى الوزير السابق للحصول على معلومات حول تأثير التحول الرقمي على العمل. أوصى التقرير بمثل هذا الإجراء، مشيرًا إلى أن التوازن الصحيح بين العمل والحياة الخاصة أمر ضروري للسماح للتحول الرقمي أن يكون له تأثير إيجابي على نوعية حياة العمال، وأن معرفة كيفية قطع الاتصال مهارة يجب أن يدعمها أصحاب العمل. حدد التقرير العبء المعرفي والعاطفي الزائد الذي يمكن أن يؤدي إلى الشعور بالإرهاق باعتباره خطرًا نفسيًا واجتماعيًا للتواصل المستمر.
رأت الحكومة أنه من الضروري اعتماد مثل هذا القانون للتكيف مع الطبيعة المتغيرة لمكان العمل، مع الاعتراف بأن التقنيات الرقمية قد طمست الخط الفاصل بين العمل والحياة الخاصة. رأت أن إدخال الحق في قطع الاتصال ضروري لصحة الموظفين الفرنسيين.
جاء إدخال هذا القانون في أعقاب دراسة أجريت عام 2016 اكتشفت أن 37% من العمال يستخدمون أدوات رقمية احترافية (مثل الهواتف المحمولة للعمل) خارج ساعات العمل، وأن 62% من العمال أردوا المزيد من الضوابط والقواعد لتنظيم ذلك.